# Hyperchiria azteca
Hyperchiria azteca är en fjärilsart som beskrevs av Max Wilhelm Karl Draudt 1929. Hyperchiria azteca ingår i släktet Hyperchiria och familjen påfågelsspinnare. Inga underarter finns listade i Catalogue of Life.